# 番禺广播电视台
番禺區電視台（俗稱番禺台），是中华人民共和国廣州市的一個區縣級广播电视播出机构，由番禺区番禺区融媒体中心主管。该电视台使用广东公共频道信号插播。從2017年8月1日起，開播番禺綜合頻道，並停播公共(番禺)頻道。

## 台标

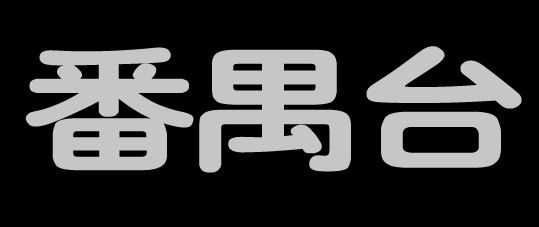
舊台标（轉播佛山電視台時期）

## 頻道參數
公共(番禺)頻道通過番禺有線電視以有線模擬信號及數字信號輸送（廣州市區有線網絡則無此頻道），頻道號分別為6及4。而從2017年8月1日起，開播番禺綜合頻道，頻道號為3(數字信號)。

## 播放節目
- 番禺新聞（該節目在廣州市珠江数字城市電視播出）
- 番禺在線
- 番禺警訊
- 養出好人生

曾播出節目
- 文明大贏家
- 話說番禺
- 健康之窗